# متحف التاريخ الطبيعي في طرابلس
متحف التاريخ الطبيعي في طرابلس هو متحف يقع في طرابلس، ليبيا. تأسس عام 1936. وطُوّرَ من قبل البروفيسور زاهد بايج ميرزا (ZB Mirza).

## أقسام المتحف[3]
ينقسم المتحف لعدة أقسام هي:
1. قسم الجيولوجيا (علم طبقات الأرض)
2. قسم النبات.
3. قسم الحيوان

كما يتبع المتحف قسم تحنيط ومكتبة.

## قسم الجيولوجيا
يعرض في هذا القسم بعض الأحافير النباتية والحيوانية والمعادن والصخور والتربة التي تمثل مختلف المناطق الليبية.

## قسم النبات
يعرض في هذا القسم عينات من مختلف أنواع النبات الموجودة في ليبيا، وخاصة المستعملة في الطب سواء القديم أو الحديث مثل: الخروب والحنظل، إلى جانب الأشجار المختلفة مثل: الصنوبر والسرو وغيرها.

## قسم الحيوان
تغلب معروضات الحيوان على معظم أجزاء المتحف، وقُسّم هذا القسم إلى 6 أقسام فرعية:
1. الأجنة والعظام
2. الثديات
3. الطيور
4. الزواحف والبرمائيات
5. الحشرات
6. الأحياء البرية